# 明色 歌うスターばんざい!!
『明色 歌うスターばんざい!!』（めいしょく うたうスターばんざい）は、1970年2月3日から同年9月29日までNET（現・テレビ朝日）系列局で放送された毎日放送（MBS）製作の歌謡バラエティ番組である。前番組『明色 紅白ものまね合戦』から引き続き桃谷順天館の一社提供。放送時間は毎週火曜 19:00 - 19:30 (JST) 。

## 概要
通算5年4か月にわたって放送された『明色ものまね歌合戦 → 明色ものまね合戦 → 明色 紅白ものまね合戦』に替わってスタートした番組。毎回2組の歌手が登場し、歌を披露する一方で、番組側はその歌詞に難癖をつけたり、歌手をいじったりしながら彼らの魅力を引き出そうとしていた。コーナーは3つあり、「お笑い履歴書」「ボヤキコーナー」「お笑い千一夜」からなっていた。
『ものまね』ほどヒットせずに短期間の放送で終わった。

## 出演者

### 司会
- 古今亭志ん馬 (6代目)

### キャプテン
- 藤圭子（紅組キャプテン）
- 高橋英樹（白組キャプテン）

### 審査員
- 加山雄三
- 小川ローザ
- 加橋かつみ
- ちあきなおみ
- 堺正章

審査員は他に、ゲスト1人を加えて計6人といった審査員で構成された。

## 参考資料
- 毎日新聞・縮刷版[要ページ番号]